# 奥山彩子
奥山 彩子（おくやま さいこ、1916年（大正5年） - ）は昭和期の歌手。

## 経歴
東京出身。父は作曲家、編曲家の奥山貞吉。東洋音楽学校卒業後の、1939年（昭和14年）コロムビアレコードからデビュー。「興亜行進曲」＜検討を要する＞、「興亜三人娘」：1940年（昭和15年）、「日本の妻」、「蛇姫絵巻」などを吹き込んだ。「興亜三人娘」は李香蘭（当時の満州）、白光（当時の支那）と組み合わされ、当時の国策：三国協和を象徴する歌であった。
1939年（昭和14年）9月30日公開の東宝映画「東京ブルース」、1940年（昭和15年）2月21日公開の東宝映画「春よいづこ」などに出演。
1938年（昭和13年）頃、霧島昇との関係がスキャンダルされたことがある（その後、霧島昇は松原操（ミス・コロムビア）と結婚した）。
一時期、服部良一が設立した「コロムビア・リズム・シスターズ」に参加していた。

## 代表曲
- 「蛇姫絵巻」（共唱：志村道夫）
- 「日本の妻」（共唱：霧島昇）